# ANTARES (telescopio)

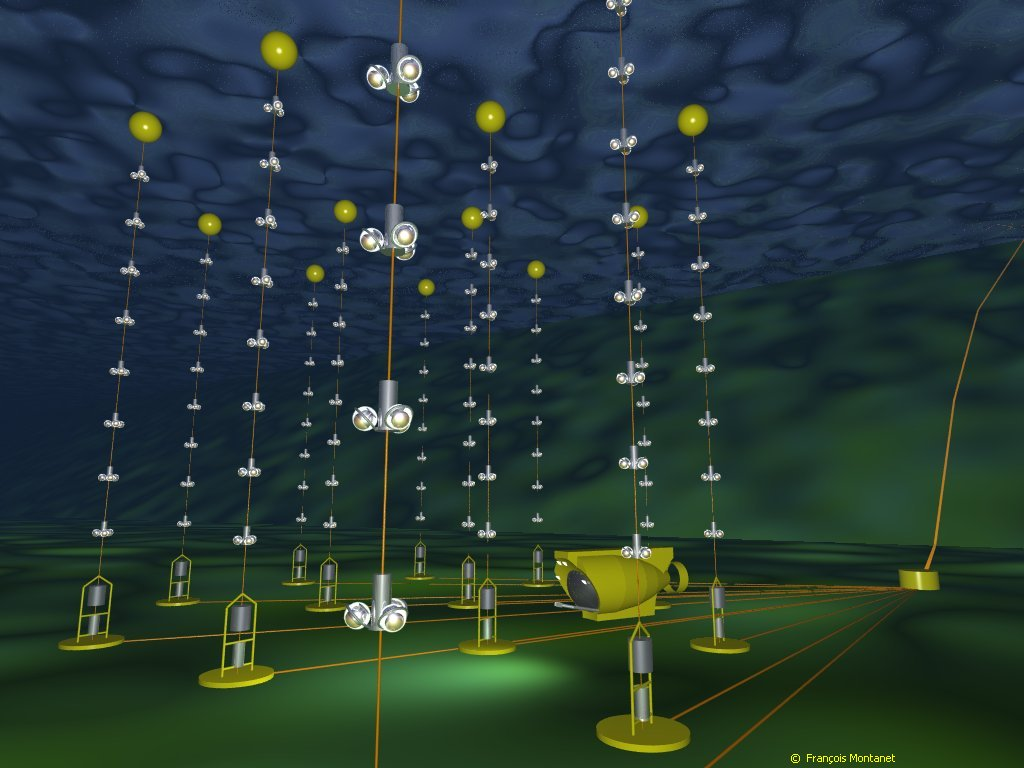
Una ilustración de artista del detector de neutrino del ANTARES y el Nautile.

ANTARES es el nombre del detector de neutrinos que se sitúa a {\displaystyle 2.5\ km} bajo el Mar mediterráneo, en la costa de Tolón, Francia. Está diseñado para ser utilizado como un telescopio de neutrinos direccional para localizar y observar el flujo de neutrinos de origen cósmico en la dirección del Hemisferio Sur, un complemento al detector de neutrinos del Polo Sur IceCube, el cual detecta neutrinos de ambos hemisferios. El nombre proviene de Astronomy with a Neutrino Telescope and Abyss environmental RESearch project; el acrónimo es también el nombre de la estrella Antares. Otros telescopios de neutrinos diseñados para el mismo uso próximos a ANTARES son el telescopio griego NESTOR y el italiano NEMO, los cuales están en etapas tempranas de diseño.

## Diseño
La red contiene un conjunto de doce cuerdas verticales separadas con tubos fotomultiplicadores. Cada uno tiene 75 módulos ópticos y es de aproximadamente {\displaystyle 350\ m} de largo. Están anclados al fondo marítimo, a una profundidad de unos {\displaystyle 2.5\ km}, estando separados cada uno de los demás por unos {\displaystyle 70\ m}. Cuando los neutrinos entran en el hemisferio sur de la Tierra, normalmente continúan viajando directamente a través de ella. En raras ocasiones, unos cuantos neutrinos muónicos interaccionan con el agua del mar, produciendo un muon de alta energía. ANTARES trabaja mediante sus tubos fotomultiplicadores detectando la radiación Cherenkov emitida cuando el muon pasa a través del agua. Las técnicas de detección utilizadas consiguen distinguir entre la señal de muones "que van hacia arriba", de neutrinos muónicos que interaccionan antes de llegar por debajo al detector (con materia de la Tierra), y del alto flujo de muones procedentes de la atmósfera "que descienden" hacia el detector.
En contraste con los telescopios de neutrinos del Polo Sur AMANDA e IceCube, ANTARES utiliza agua en vez de hielo como su medio para la detección de la radiación Cherenkov. La luz en el agua tiene una menor dispersión que en el hielo, esto conlleva un mejor poder resolutivo. Por otro lado, el agua contiene más fuentes de luz de fondo que el hielo (isótopos radiactivos del potasio-40 en la sal del mar y organismos bioluminiscentes), conduciendo a unos umbrales de energía más altos para ANTARES con respecto al del IceCube y haciendo necesario métodos más sofisticado de supresión del ruido de fondo.

## Historia de su construcción
La construcción de ANTARES fue completada en mayo de 2008, dos años después de que la primera cuerda estuviese desplegada.
Las primeras pruebas empezaron en 2000. El equipamiento indirectamente relacionado con el detector, como sismógrafos, fueron desplegados en 2005. La primera cuerda de tubos fotomultiplicadores fue instalada en febrero de 2006. En septiembre de 2006 la segunda cuerda fue exitosamente conectada. Las cuerdas 3, 4 y 5 fueron desplegadas a finales de 2006 y conectadas en enero de 2007. Esto fue un paso importante que hizo a Antares el telescopio de neutrinos más grande del hemisferio Norte (superando al telescopio de neutrinos Baikal). Las líneas 6, 7, 8, 9 y 10 fueron desplegadas entre marzo y noviembre de 2007 y conectadas en diciembre de 2007 y enero de 2008. Desde mayo de 2008 el detector ha estado funcionando con sus 12 líneas.
El despliegue y la conexión del detector han sido llevados a cabo en cooperación con el instituto oceanográfico francés, IFREMER, utilizando el ROV Victor y, para algunas operaciones pasadas, el submarino Nautile.

## Objetivos experimentales
El proyecto ANTARES complementa al Observatorio de neutrinos IceCube, en la Antártida. Los principios de detección de los dos proyectos son muy similares, a pesar de que ANTARES solo señale hacia el Hemisferio Sur. Gracias a su ubicación en el Mar Mediterráneo, ANTARES es más sensible a neutrinos con energías por debajo de {\displaystyle 100\ TeV} en el cielo de la región sur, una región que incluye muchas fuentes galácticas. ANTARES detectará neutrinos de alto origen energético, particularmente en un rango de {\displaystyle 10^{10}} a {\displaystyle 10^{14}} electronvoltios ({\displaystyle 10\ GeV\ -\ 100\ TeV}). Después de muchos años operando, puede ser capaz de producir un mapa del flujo de los neutrinos de origen cósmico en el Hemisferio Sur. De interés sería la detección de fuentes astrofísicas productoras de neutrinos, posiblemente en correlación con observaciones en otras bandas (como fuentes de rayos gamma observados por el telescopio HESS, el cual tiene un campo de vista común con ANTARES).
Aparte de este aspecto de la física de astropartículas, el ANTARES telescopio también puede abordar algunos problemas de fondo en la física de partículas, tales como buscar indicaciones de materia oscura detectando el proceso de aniquilación del neutralino en el Sol (los neutrinos solares normalmente están fuera del rango de energías de ANTARES) o en el centro galáctico. Debido a los diferentes métodos empleados, su sensibilidad esperada es complementaria a las búsquedas directas de materia oscura realizados por varios experimentos como DAMA, CDMS y en el LHC. La detección del neutralino también confirmaría la supersimetría, pero no se considera muy probable dados los niveles actuales de sensibilidad de ANTARES. Otros fenómenos "exóticos" posibles que podrían posiblemente ser medidos por ANTARES incluye nuclearitos o monopolos magnéticos.

## Resultados
Las primeras detecciones de neutrinos fueron informadas en febrero de 2007.
Utilizando 6 años de datos, una búsqueda en el centro galáctico de fuentes de neutrinos no dio ningún resultado. La oscilación de neutrinos atmosférico también se midió.

## Instrumentación adicional
Además del detector óptico principal para neutrinos cósmicos, el experimento ANTARES también alberga un gran número de instrumentos para el estudio del entorno del mar profundo, como salinidad y sondas de oxígeno, perfiles de corrientes de mar e instrumentación para la medida de la transmisión de la luz y la velocidad del sonido. También, un sistema de cámaras ha sido instalado para un seguimiento automático de organismos bioluminescentes. Los resultados de estos instrumentos, además de ser también importantes para la calibración del detector, serán compartidos con institutos de investigación del océano implicados en la colaboración con ANTARES. Mientras el detector ANTARES contiene un sistema de posicionamiento acústico para la alineación de las cuerdas que flotan libremente, también alberga aparte un sistema de detección acústico, AMADEUS, el cual comprenderá de 6 niveles de detectores ANTARES con hidrófonos para evaluar la posibilidad de una detección acústica de neutrinos en el mar profundo. Los primeros 3 niveles han sido incluido en la línea de instrumentación, los otros 3 en la línea 12.